# Nesophlox evelynae
El colibrí de las Bahamas (Nesophlox evelynae) —anteriormente Calliphlox evelynae— es una especie de ave apodiforme de la familia Trochilidae —los colibríes— una de las dos pertenecientes al género Nesophlox. Es endémica de las islas Bahamas e Turcas y Caicos.

## Distribución y hábitat
Se encuentra únicamente en la mayoría de las islas Bahamas, excepto en Inagua, y en las islas Caicos. Existen pocos registros antiguos como vagabundo, en el sur de Florida, Estados Unidos.
Esta especie es considerada común en una variedad de hábitats de las islas: desde la costa hasta los pinares, jardines y parques; es menos común en ambientes donde también se encuentra el zunzún (Riccordia ricordii).

## Descripción
Es un colibrí de tamaño pequeño, llegando a medir sólo 8-9,5 cm de longitud y cerca de 2,4 a 3 g de peso. El plumaje es de color verde por encima con las partes inferiores de color ante mezclado de oliva. El pico, tanto en el macho como en la hembra, es ligeramente curvado hacia abajo. Los machos presentan una garganta de color rosado-rojizo revestida por un cuello blanco durante la temporada de cría. Después de la temporada de cría pierde el colorido de la garganta regresando al color gris pálido del plumaje de eclipse. Las hembras son mucho más monótonas de color. La cola en los machos están profundamente bifurcada, en las hembras es mucho más redondeada.

## Reproducción
El nido consiste en una pequeña taza hecha de materia vegetal y telarañas. La hembra pone dos huevos blancos elípticos, que son incubados durante 15-18 días. Este colibrí anida durante todo el año. 

## Sistemática

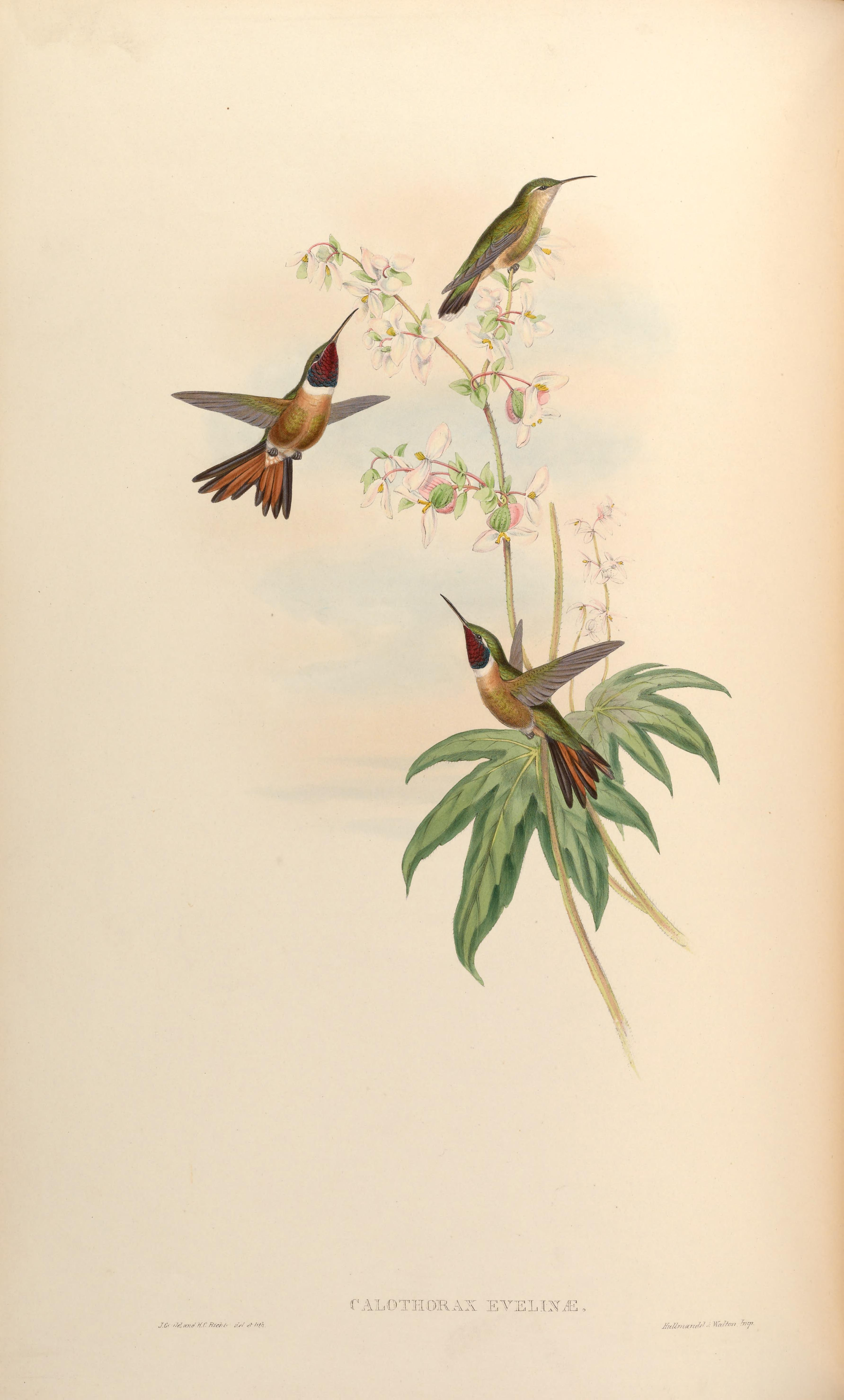
Calothorax evelinae, sinónimo de Nesophlox evelynae, ilustración de Gould y Richter en A monograph of the Trochilidae, or family of humming-birds 3, 1861.

### Descripción original
La especie N. evelynae fue descrita por primera vez por el ornitólogo francés Jules Bourcier en 1847 bajo el nombre científico Trochilus evelynae; su localidad tipo es: «Nassau, New Providence Id., Bahamas».

### Etimología
El nombre genérico femenino «Nesophlox» se compone de las palabras del griego «nēsos» que significa ‘isla’, y «phlox» que significa ‘fuego, llama’; y el nombre de la especie «evelynae», es un epónimo femenino para Evelyn, pero se desconoce su dedicatoria.

### Taxonomía
Hasta hace poco se consideraba conespecífica con Nesophlox lyrura, pero, a pesar de parecidas, se diferencian en las vocalizaciones y el comportamiento de cortejo.
Los estudios filogenéticos demostraron que las entonces especies Calliphlox evelynae y Calliphlox lyrura, formaban un clado con los géneros Mellisuga y Archilochus, por lo que fueron transferidas para el presente género Nesophlox resucitado; por otro lado las entonces especies Calliphlox bryantae y C. mitchellii formaban un clado con los géneros Eulidia, Microstilbon y Chaetocercus, por lo que fueron transferidas para un género resucitado Philodice.
Es monotípica. La subespecie descrita Nesophlox evelynae salita Greenway, 1936, se considera indistinguible de la nominal.